# 카를로스 알베르토 로드리게스
카를로스 알베르토 로드리게스 고메스(스페인어: Carlos Alberto Rodríguez Gómez, 1997년 1월 3일 ~ )는 멕시코의 축구 선수로 현재 리가 MX의 몬테레이에서 활동하고 있다.